# PLCB1
La fosfoinosítido fosfolipasa C beta 1 (PLCB1) (EC 3.1.4.11) es una isozima humana de la enzima fosfoinosítido fosfolipasa C. Cataliza la reacción:
1-fosfatidil-1D-mio-inositol 4,5-bisfosfato + H2O {\displaystyle \rightleftharpoons } 1D-mio-inositol-1,4,5-trisfosfato + diacilglicerol
Tiene como función la producción de las moléculas mensajeras diacilglicerol e inositol 1,4,5-trifosfato. Utiliza como cofactor calcio. Interacciona con la diacilglicerol kinasa theta. La activación de la PLCB1 mediada por receptor se produce a través de dos subunidades alfa de la proteína G: alfa-Q y alfa-11. Contiene un dominio tipo C2, un dominio tipo PI-PLC X-box y un dominio PI-PLC Y-box.
Los defectos en PLCB1 son causa de la encefalopatía epiléptica infantil tipo 12 (EIEE12). Esta enfermedad es una forma de epilepsia caracterizada por convulsiones o espasmos que empiezan en la infancia. Los pacientes pueden progresar a un síndrome de West que está caracterizado por espamos, detención del desarrollo psicomotor e hipsarritmia.